# Pestalozzistraße 17–19 (Düren)

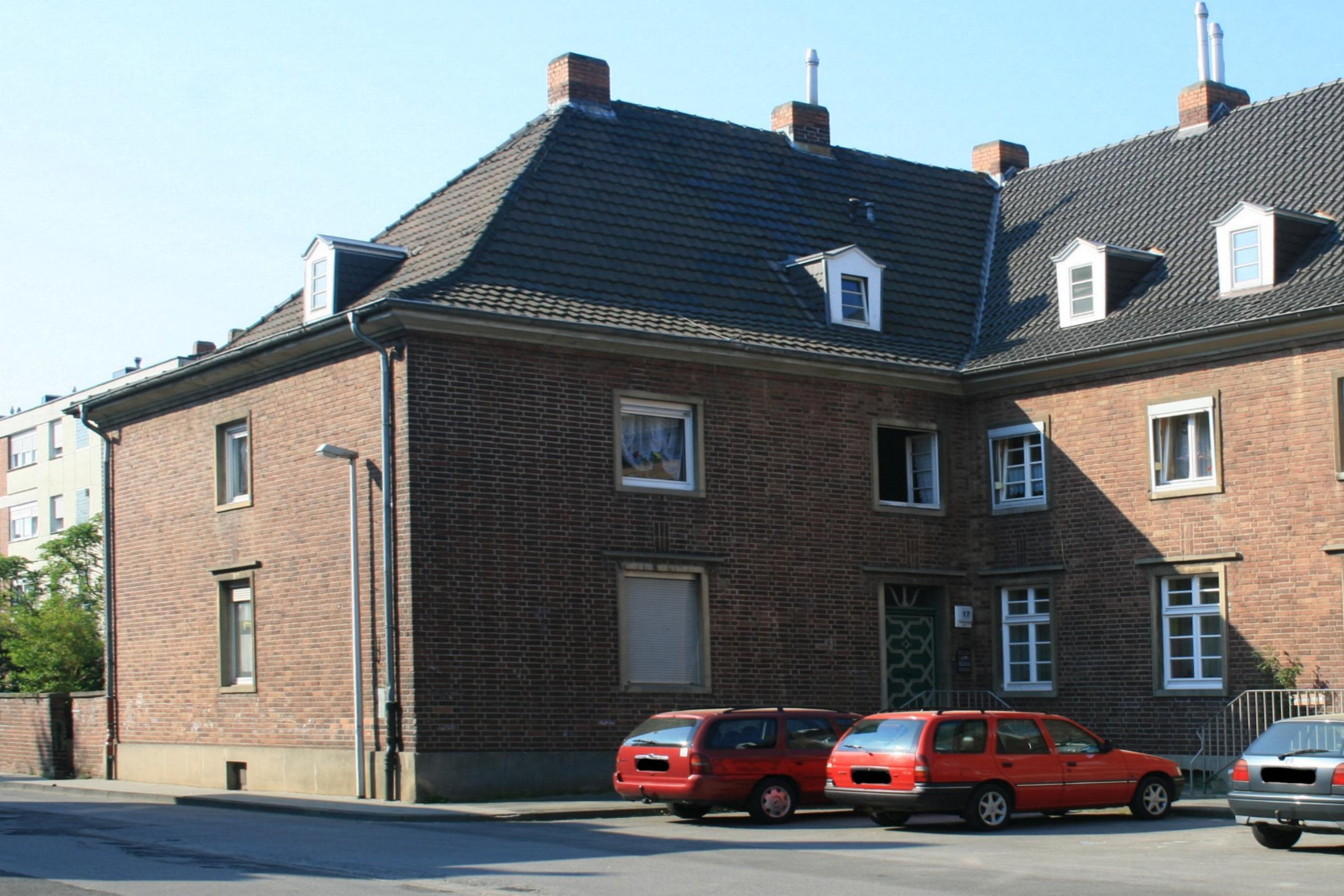
Haus Nr. 17

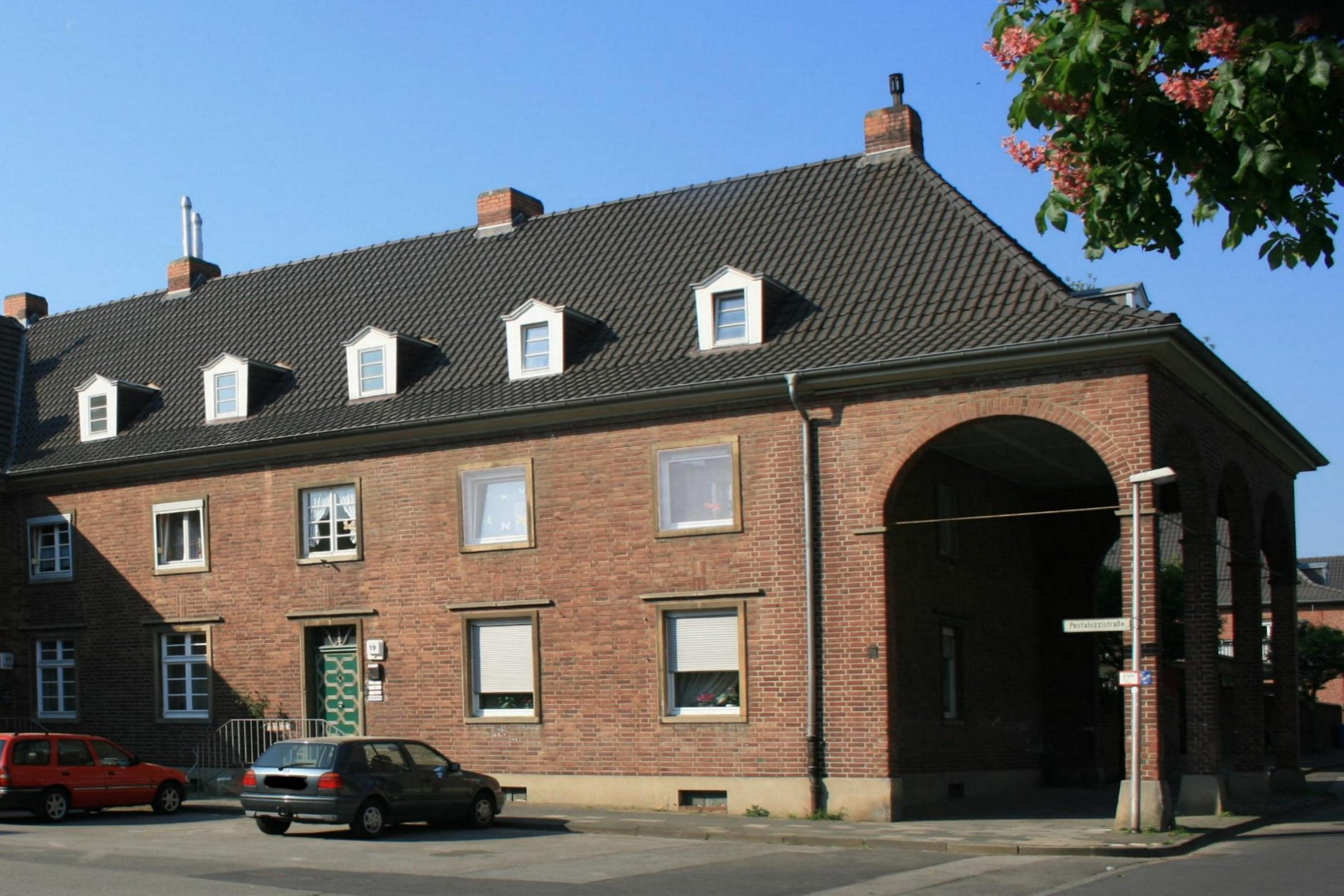
Haus Nr. 19

Das Haus Pestalozzistraße 17–19 steht im Grüngürtel in Düren in Nordrhein-Westfalen. 
Das Wohnhaus ist ein zweiflügeliger, zweigeschossiger Winkelbau mit Walmdächern. Die dem Grüngürtel zugewandte Giebelseite hat vorgesetzte Rundbogenarkaden. Das Gebäude hat fünf- bzw. zweiachsige Flügel. Die rechteckigen Fensteröffnungen haben Gewände aus Betonwerkstein. Die Hauseingangstüren sind im Original erhalten.
Das Wohnhaus ist analog zum Haus Pestalozzistraße 18–20 erbaut worden. Die Gruppierung der Häuser 18–20 und 17–19 bildet an der Einmündung zur Pestalozzistraße zum Grüngürtel hin eine offene, rechtwinklige Platzsituation.
Grüngürtel ist der Name einer Straße, aber auch der Name des gesamten Wohngebietes.
Das Bauwerk ist unter Nr. 1/051 und 1/052 in die Denkmalliste der Stadt Düren eingetragen.